# Sesbania goetzei
Sesbania goetzei är en ärtväxtart som beskrevs av Hermann August Theodor Harms. Sesbania goetzei ingår i släktet Sesbania och familjen ärtväxter.

## Underarter
Arten delas in i följande underarter:
- S. g. goetzei
- S. g. multiflora